# Airbag/How Am I Driving?
Airbag/How Am I Driving? è un EP della band inglese Radiohead pubblicato nel 1998.

## Tracce
1. Airbag
2. Pearly
3. Meeting In The Aisle
4. A Reminder
5. Polyethylene (Parts 1&2)
6. Melatonin
7. Palo Alto

## Curiosità e sviluppo
Sulla copertina dell'EP è presente il numero 1426148550. Si tratta del recapito di un call center del Regno Unito, e la voce dall'altro capo del filo che dice semplicemente: "Ciao?" è quella dello stesso cantante Thom Yorke. I fan avevano la possibilità di lasciare un messaggio e parte delle registrazioni è stata utilizzata per successive produzioni. Tuttavia questo numero è stato scollegato da anni.